# Фольваркі-Малі
Фольваркі-Малі (пол. Folwarki Małe) — село в Польщі, у гміні Заблудів Білостоцького повіту Підляського воєводства.
Населення — 160 осіб (2011).
У 1975-1998 роках село належало до Білостоцького воєводства.

## Демографія
Демографічна структура станом на 31 березня 2011 року:
|          | Загалом | Допрацездатний вік | Працездатний вік | Постпрацездатний вік |
| -------- | ------- | ------------------ | ---------------- | -------------------- |
| Чоловіки | 79      | 15                 | 51               | 13                   |
| Жінки    | 81      | 13                 | 44               | 24                   |
| Разом    | 160     | 28                 | 95               | 37                   |